# Feria de la vendimia (Mollina)
La Feria de la vendimia es una feria celebrada en Mollina (Málaga) España.
Mollina es un pequeño pueblo situado en el norte de la provincia de Málaga, próximo a la ciudad de Antequera que presume de ser la única localidad malagueña que produce el 80 % del vino con Denominación de Origen "Málaga, Sierras de Málaga y Pasas de Málaga"; así como de elaborar sus propios caldos.
Esto es gracias a sus ricas tierras de vid y al buen clima que luce el municipio, al esfuerzo cooperativista y emprendedor de nuestros agricultores y al apoyo e implicación de prácticamente todas las instituciones y entidades locales; características que han hecho ostentar un reconocimiento nacional por sus buenas virtudes.
La importancia del vino en estas tierras se deja sentir también en sus fiestas y tradiciones, la Feria de la Vendimia ha sido reconocida como Fiesta de Singularidad Turística Provincial, de ahí nuestro deseo de superarnos, y de hacer crecer cada año nuestra feria, siempre dentro del binomio vino-cultura, en el que hemos basado desde un principio el ser de nuestra fiesta.

## Fecha de Celebración
La Feria se celebra anualmente y siempre coincidiendo con el segundo fin de semana de septiembre

## Origen
En estas fechas de Vendimia se celebra el fruto del trabajo de un pueblo, que con su esfuerzo ha sabido impulsar la economía y el desarrollo de su tierra.
El origen de la Feria de la Vendimia data de los años 70 hundiendo sus raíces populares como una celebración popular del equinoccio. Inicialmente se denominaba "Feria del Barrio Alto" por ser conocido con este nombre el barrio donde se celebraba, pasando a identificarse con la denominación actual de la Vendimia coincidiendo con el impulso y consolidación del cultivo de la vid en nuestras tierras. Pero es a partir de 1987 cuando comienza a tomar un mayor auge la celebración y a ser conocida popularmente como Feria de la Vendimia.
La actual Feria de la Vendimia, que se celebra cada año el segundo fin de semana del mes de septiembre, supone el momento álgido en el que con gran esplendor y contenido, se ensamblan los intereses económicos y culturales de la villa. Este evento ha sido pregonado por destacadas personalidades de las letras, rubricando con su oficio el esfuerzo realizado por hombres y mujeres que trabajan estas tierras y que, junto a visitantes y todos aquellos que vuelven a su tierra estos días, celebran la recolección de la cosecha de la uva, culminando estos días todo un año dedicado a la misma.
La plantación de vid en nuestro municipio no se produce hasta la segunda mitad del siglo XX, influenciada en gran medida por la crisis olivarera que tuvo lugar a finales de los años 60 y principios de los 70. Las primeras uvas se vendían a Montilla. Es en 1964 cuando se construye el primer lagar en Mollina (Bodegas de Elaboración Málaga Bemsa). En 1977 se crea la Sdad. Cooperativa Virgen de la Oliva, y con el esfuerzo cooperativo se ha conseguido uno de los mejores lagares andaluces, y en apenas veinticinco años se llegó a producir en Mollina el 80% del vino de denominación de origen Málaga. A principios de los 90 se constituye Tierras de Mollina empresa que se encarga de comercializar los vinos de la Sdad Cooperativa Virgen de la Oliva: Carpe Diem, Carpe Diem Málaga, Carpe Diem Tresañejo, Montespejo Blanco, Montespejo Tinto Joven y Montespejo Tinto Roble, todos incluidos en el Consejo Regulador de la Denominación de Origen Málaga, Sierras de Málaga y Pasas de Málaga. Ampliando en el 2015 la carta de vinos con el espumoso moscatel Apiane.
En el año 2003 se inauguró, tras su traslado desde la capital a su sede definitiva en las instalaciones de la Sdad. Coop. And. A. Virgen de la Oliva, la Bodega de Crianza de Vinos con Denominación de Origen "Málaga" que cuenta con más de 500 botas de roble americano, con algunas madres de más de 200 años.
En el año 2005 nace la primera añada de la Bodega La Capuchina, con el tinto Capuchina Vieja, Capuchina Vieja Sol y Capuchina Vieja Moscatel seco
En el año 2010 nacen los primeros vinos de la Bodega Cortijo de la Fuente: Montes Solera, Gran Solera Cortijo La Fuente, Blanco Pedro Ximen, Blanco Afrutado, Naturalmente dulce, Tinto Crianza.
Bodegas y vinos cada día más reconocidos.

## Descripción de la fiesta
Son fiestas de alegría y de celebración del esfuerzo realizado en la recolección de la uva, animadas con actuaciones de grupos de cante y de baile, y como no, con la degustación de los vinos de la Denominación de Origen Málaga y Sierras de Málaga dónde se incluyen los vinos de Tierras de Mollina, Cortijo La Fuente y Bodega La Capuchina de los que tan merecidamente se encuentran orgullosas todas las personas de Mollina.
La Feria de la Vendimia se convierte cada año en cita obligada para miles de personas venidas de los pueblos limítrofes y de toda la provincia malagueña. Desde el Ayuntamiento queremos que nuestra fiesta sea un referente cultural que traspase los límites de nuestra provincia potenciando todas las iniciativas que enriquezcan el aspecto cultural de la fiesta.
En la organización de la Feria de la Vendimia colaboran de forma directa la Sdad. Coop. And. A. Virgen de la Oliva, el Consejo Regulador de la Denominación de Origen Málaga y Sierras de Málaga y las bodegas Tierras de Mollina, Cortijo La Fuente y La Capuchina.

## Actividades Culturales
·El Pregón Inaugural es sin duda el acto más importante de la Feria, habiendo sido pregonada por importantes maestros de las letras como Rafael Alberti, Antonio Gala, Fernando Quiñones, Rosa Regás, Juan Cobos Wilkins, Benjamín Prado, Lorenzo Silva, Fernando Delgado, Eduardo Mendicutti, Angeles Caso, Luis Eduardo Aute, Antonio Soler, Marta Sanz y Felipe Benítez Reyes en 2017.
El Ayuntamiento ha editado los pregones de Antonio Nadal, Juan Torres. Rafael Alberti y Antonio Gala. En 2014 se presentó la edición de un libro recopilatorio  Los pregones de la Vendimia (1987-2013).
·        El cartel de la Feria es también uno de los reclamos más importantes de la fiesta, ya que importantes artistas han cedido los derechos de sus obras para la impresión del mismo, (Juan Béjar, MI Carmen Corcelles, José A. Diazdel, Jorge Rando, Pérez Villalta, Juan Vida, Andrés Mérida, Rubén Fernández...), y apostando otros años por artistas locales. Este año, la imagen de la feria ha sido encomendada al artista malagueño Ángel Rodríguez Idígoras.
·        Certamen poético Mollina, color de vino y publicación de un poemario con las obras premiadas de 1999 a 2012.
·        Noche de flamenco y vino En el patio del Cortijo de la Ciudad, como prólogo a la fiesta se celebra una noche de cante y baile flamenco acompañado de un buen vino de la tierra.

## Actividades lúdico-festivas
·        Paseo urbano en bicicleta. Paseo en bicicleta por las calles de Mollina en el que participan más de 500 personas de todas las edades. La particularidad de esta actividad es que todas las bicicletas van con adornos alusivos a la vid (pámpanas, racimos,...) Al final se sortean bicicletas y regalos entre los participantes y se en entrega un premio a la más original.
·        Exhibición ecuestre
·        Verbena popular las noches de viernes, sábado y domingo
·        Animación de calle
·        Feria de día en el ambiente ideal para degustar un buen vino acompañado de nuestra gastronomía tradicional. Amenizada por grupos rocieros, charangas,...

## Talleres y Catas
·        Macrocata de vinos, que este año celebrará su duodécima edición, y en ella participan más de 200 personas cada año.
·        Taller de ensamblaje, con vinos blancos de Tierras de Mollina.
·        Taller de los sentidos con vinos de La Capuchina
·        Taller de iniciación a la cata, con vinos Cortijo la Fuente

## Callejero Literario
En el año 2014 se colocaron en distintas calles del municipio 20 paneles de cerámica con fragmentos de los pregones que han alabado, cada mes de septiembre, nuestros vinos, nuestra tierra y su gente, siendo ya 25 las cerámicas que adornan nuestras calles. Con el objetivo de mostrar a los ciudadanos de Mollina y a todas las personas que nos visitan la riqueza cultural de Mollina ligada a su singular Feria de la Vendimia. Embelleciendo nuestro paisaje local, creando un paseo literario que nos hará disfrutar leyendo y recordando con estos textos la importancia que para Mollina tiene su tierra y los frutos que de ella emanan.

## Pregoneros de la feria de la Vendimia
- 1987- Antonio Nadal
- 1988-Juan Torres
- 1989- Rafael Alberti
- 1990- Antonio Gala
- 1991- Fernando Quiñones
- 1992-José Manuel Caballero Bonald
- 1993- Ana Rossetti
- 1994- Inmaculada Jabato
- 1995- Antonio Diez de los Ríos
- 1996- Francisco Fortuny
- 1997- Luis García Montero
- 1998- Manuel Alcántara
- 1999- Antonio Romero Márquez
- 2000- Juvenal Soto
- 2001- Espido Freire
- 2002 - Rosa Regás
- 2003 -Juan Cobos Wilkins
- 2004 - Andrés Martínez Lorca
- 2005 - Aurora Guirado
- 2006- Serafín Quero
- 2007 —Juan Manuel de Prada
- 2008— Benjamín Prado
- 2009- Lorenzo Silva
- 2010- Fernando Delgado
- 2011- Eduardo Mendicutti
- 2012- Ángeles Caso
- 2013- Luis Eduardo Aute
- 2014- Antonio Soler
- 2015- Marta Sanz
- 2016- Felipe Benítez Reyes
- 2017- Ángel Rodríguez Idígoras